# The Gate of Time
The Gate of Time (în engleză Poarta timpului) este un roman de istorie alternativă scris de autorul american Philip José Farmer. A fost publicat prima dată cu copertă broșată de Belmont Books în Statele Unite în octombrie 1966 și de Quartet în Regatul Unit în septembrie 1974. Mai târziu, a fost revizuit și extins ca Two Hawks from Earth și a fost publicat pentru prima dată, tot cu copertă broșată de Ace Books, în mai 1979. Această ediție a fost retipărită de Berkley Books în iulie 1985. O ediție comercială cu copertă broșată a fost publicată de MonkeyBrain Books cu o nouă postfață de Christopher Paul Carey în mai 2009. 
O continuare autorizată, Man of War: A Two Hawks Adventure, a fost scrisă de Heidi Ruby Miller și publicată în 2017. 

## Rezumat
Roger Two Hawks, un iroquois care slujește ca pilot de luptă în cel de-al doilea război mondial, este doborât în timpul unui raid asupra Ploieștiului, România. În timp ce se parașutează, simte o amețeală ciudată. Fiind ascuns de localnici, el își dă seama că aceștia nu seamănă și nici nu vorbesc ca românii, ci mai degrabă seamănă cu nativii americani și vorbesc o limbă asemănătoare cu cea a propriului său trib. 
Misterul se rezolvă atunci când vede un glob și constată că se află într-o lume în care continentul american nu există, fiind sub ape. Prin urmare, strămoșii diferitelor triburi native americane nu au traversat inexistenta strâmtoare Bering, ci au rătăcit spre vest în Europa, ocupând locul general al slavilor în istoria noastră. „Hatti“ (Grecia) a fost colonizată de hitiții din cronologia noastră, în timp ce Akhaivia (Italia) a fost colonizată de greci în loc de sabini, latini, voluscani și samniți. Iroquois trăiesc în România și Ucraina, sub numele de Hotinohsonih în această cronologie, în timp ce algonquinii ocupă Kinukkinuk, aproximativ  Republica Cehă, iar aztecii domină un echivalent al Rusiei. „Blodland” este analog Angliei, în timp ce „Norland” este aproximativ paralel cu Scoția. „Rasna” este legat de Franța și Belgia (în afară de Normandia, care este „Grettirsland”). „Noua Cretă” este comparabilă cu peninsula Iberică, „Doria” se potrivește cu regiunea balcanică din lumea noastră, iar „Saariset” (Japonia) este dominată de vorbitori de finlandeză. „Dravidia” este echivalentul Indiei în acest univers și este o putere militară majoră. 
O figură religioasă irlandeză carismatică, Hemilka, a apărut în secolul al XIV-lea în această lume, care are, astfel, un analog surprinzător al creștinismului. Hemilkismul nu este o credință imperialistă și nu domină în mod similar lumea. 
Deși foarte diferită de lumea noastră, și în această realitate se desfășoară un război asemănător celui pe care l-a părăsit Two Hawks, cu Perkunisha, o alternativă agresivă alternativă a Germaniei care încearcă să cucerească Europa, Orientul Mijlociu și Africa de Nord (deși oamenii dominanți nu sunt germanici, ci mai degrabă lituanieni). A ocupat deja zone geografice similare cronologiei noastre Germania, Olanda, Danemarca și Polonia, dar nu Tyrsland (Suedia). Fără America de Nord, Curentul Golfului curge diferit, iar Europa este sensibil mai rece iarna. În plus, caii, tutunul, curcanii, cauciucul și ciocolata au provenit din America și, prin urmare, nu există în această cronologie. 
Two Hawks se implică foarte repede în această realitate. Cunoașterea și abilitățile sale sunt foarte solicitate, deoarece în această lume nu a avut loc încă un zbor cu un aparat mai greu decât aerul, lucru care ar putea decide soarta războiului. Cu toate acestea, fără asistență militară din partea oricărui echivalent al Statelor Unite, războiul merge prost pentru aliații anti Perkunisha. El trece printr-o serie foarte rapidă de aventuri, care implică elemente precum hitiții care au supraviețuit în secolul al XX-lea, un pilot al Luftwaffe care a ajuns și el în această lume, o Anglie care nu a cunoscut niciodată un Imperiu Roman și nici  cucerirea normandă dar are multe elemente cretane și semitice, un capitol necunoscut în viața aventurierului elizabetan Humphrey Gilbert, o Africa de Sud  colonizată de arabi (cunoscut sub numele de Ikhwan) și Hivika, o insulă misterioasă în locul statului Colorado al lumii noastre, unde un templu polinezian subteran este găsit, sugerând că polinezienii au colonizat arhipelagul nord-american în secolul al XIII-lea. Two Hawks are, de asemenea, o aventură amoroasă. La sfârșitul cărții, se dezvăluie faptul că Two Hawks nu este de fapt din lumea noastră alternativă, ci din una în care Frederic Wilhelm al IV-lea al Prusiei (în locul lui Adolf Hitler) controlează o Germanie imperialistă expansionistă în cel de-al doilea război mondial. 

## Vezi și
- 1966 în științifico-fantastic